# Pseudocopulation

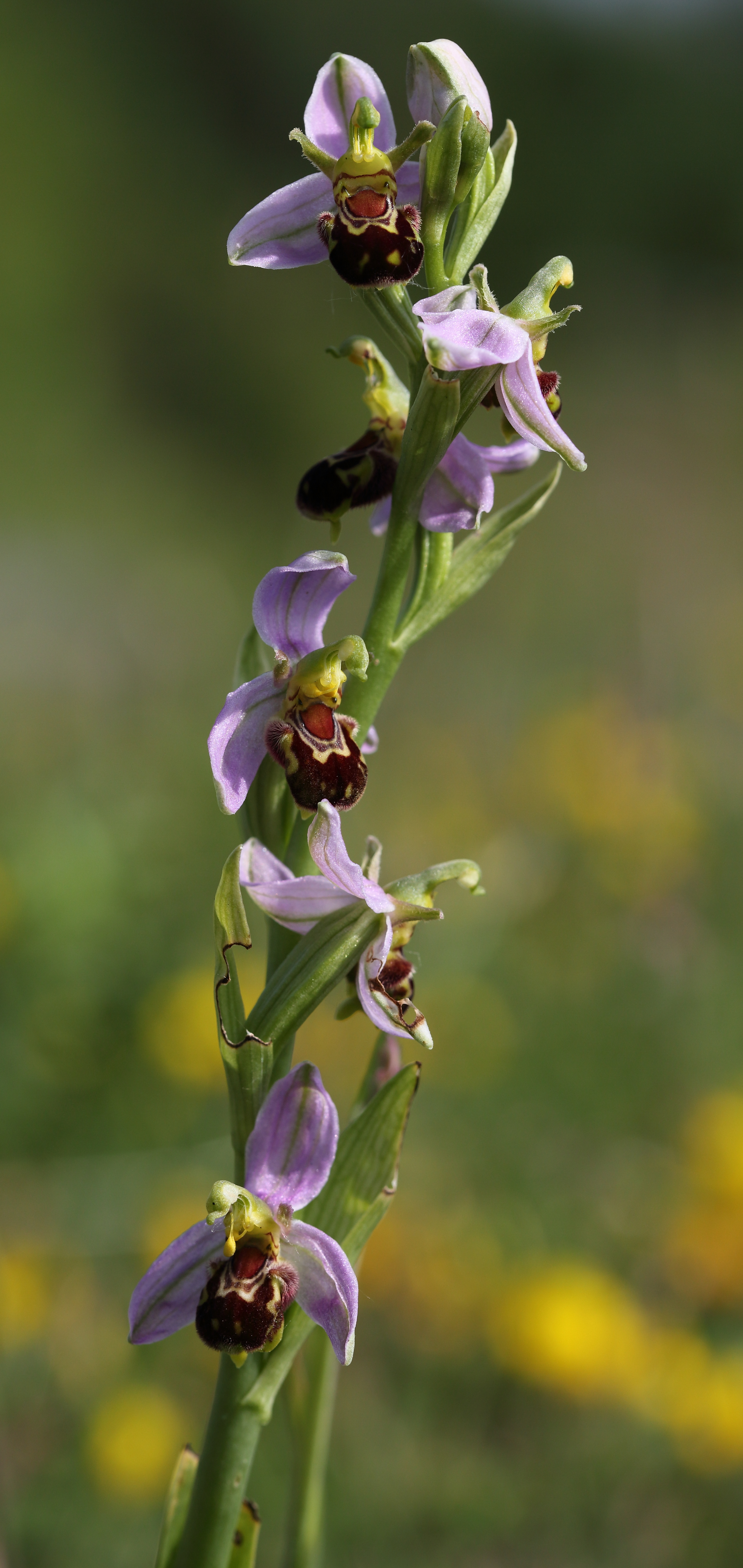
Le labelle de l'ophrys abeille reproduit grossièrement la morphologie de cet insecte pollinisateur et les pièces florales synthétisent des pseudo-phéromones sexuelles qui l'attirent spécifiquement.

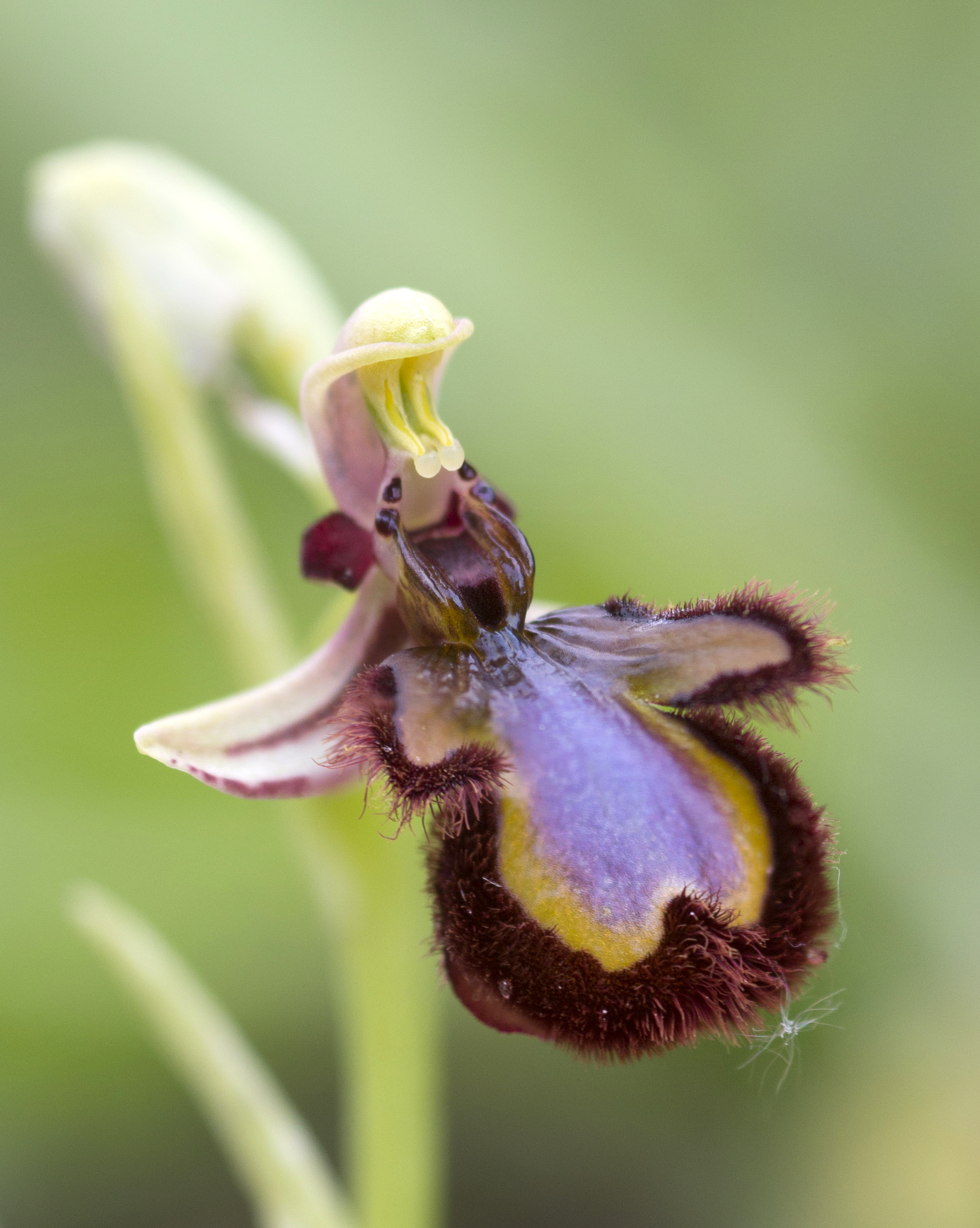
Après 20 ans d'observations minutieuses, un amateur français, Pouyanne, établit en 1916 que la fécondation de l'Ophrys miroir est l'œuvre d'une guêpe leurrée par son labelle mimétique : le macule bleu vif mime la surface bleuâtre des ailes repliées d'une guêpe femelle au repos, la Dasyscolia ciliata ; un appendice basal figure la tarière de ponte ; deux « bosses » latérales, appelées gibbosités, simulent des brosses à pollen ; les pétales supérieurs minces imitent des antenne et la cavité stigmatique d'un noir brillant est encadrée par deux paires de « pseudo-yeux » noirs,.

La pseudocopulation ou mimétisme pouyannien (en hommage aux travaux de M. Pouyanne,,) désigne un simulacre d'accouplement au cours duquel le mâle n'introduit pas directement le sperme dans les voies génitales de la femelle, notamment lorsqu'il se fait leurrer par une fleur mimant sa partenaire sexuelle.

## Entre fleurs et insectes
Cette sexualité animale non reproductive s'applique notamment au mimétisme entre certaines fleurs et des insectes femelles attirant les mâles pour une copulation grâce à laquelle les fleurs sont fécondées. De nombreuses orchidées (dont 21 espèces dans le genre Ophrys) favorisent la pseudocopulation, attirant chacune un insecte spécifique (généralement des abeilles, des guêpes ou des mouches) par l'odeur ou en mimant la morphologie du pollinisateur. Les pseudo-phéromones, produites par des osmophores et des glandes situées au sommet des pièces florales, ont une composition chimique proches des phéromones sexuelles émises par les femelles des insectes. Ces allomones attirent à distance le pollinisateur, bien avant que la vue du labelle mimétique (pétale modifié) n'intervienne à son tour. Les mâles, lors de la visite des fleurs, adoptent face à ce leurre sexuel (leurre visuel et olfactif) un comportement d’accouplement qui conduit à un dépôt de pollen sur leur corps. La pseudocopulation ne va généralement pas jusqu'à l'éjaculation, mais quelques cas sont reportés : du sperme de guêpes Ichneumonides a par exemple été détecté dans les fleurs de l'orchidée australienne Cryptostylis sp. (en). L'insecte mâle « insatisfait » de sa partenaire végétale qui n'est pas dotée d'un orifice sexuel adéquat, va tenter sa chance auprès d'une autre fleur, assurant la pollinisation. Suivant les espèces, on a une pseudocopulation et pollinisation céphalique (le mâle emportant les pollinies collées sur la tête) ou une pollinisation abdominale quand la pseudocopulation se fait dans la position inverse (exceptionnellement en position latérale). Cette interaction spécifique plante/pollinisateur est le résultat de processus de coévolution.

## Chez les vertébrés
La fécondation externe s'opère parfois par pseudocopulation. Chez la plupart des anoures (grenouilles, crapauds) et des urodèles (salamandres, tritons), cette fécondation est précédée d'un rapprochement des sexes, l'amplexus, pseudocopulation qui tient une place intermédiaire entre la fécondation à distance des poissons et la copulation des Vertébrés.
La pseudocopulation est également évoquée dans les comportements homosexuels et hétérosexuels non reproductifs chez les oiseaux, poissons et mammifères, impliquant généralement des montes et d'autres formes de contacts génitaux.

## Galerie

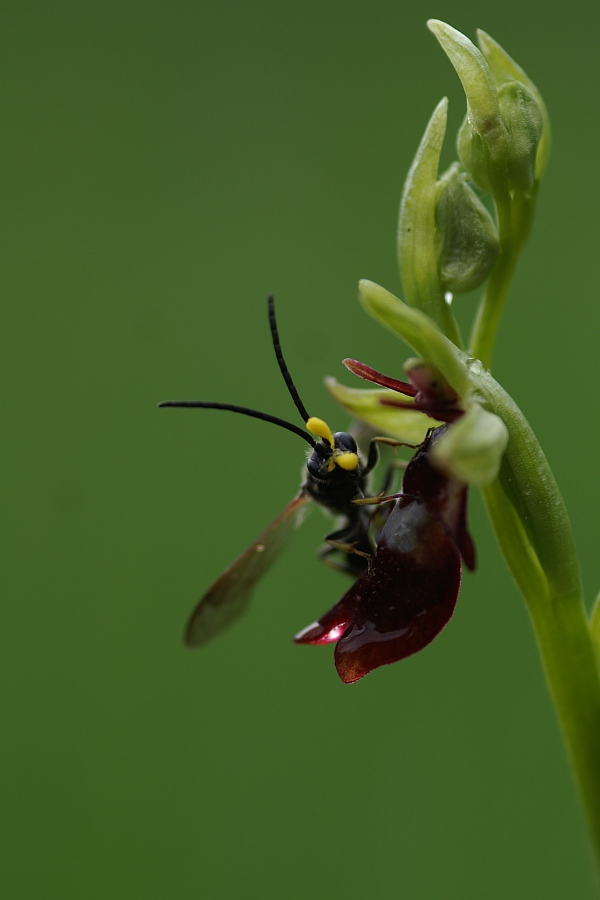
Une guêpe chevauche le labelle de l'Ophrys mouche et tente de s'accoupler avec ce leurre sexuel
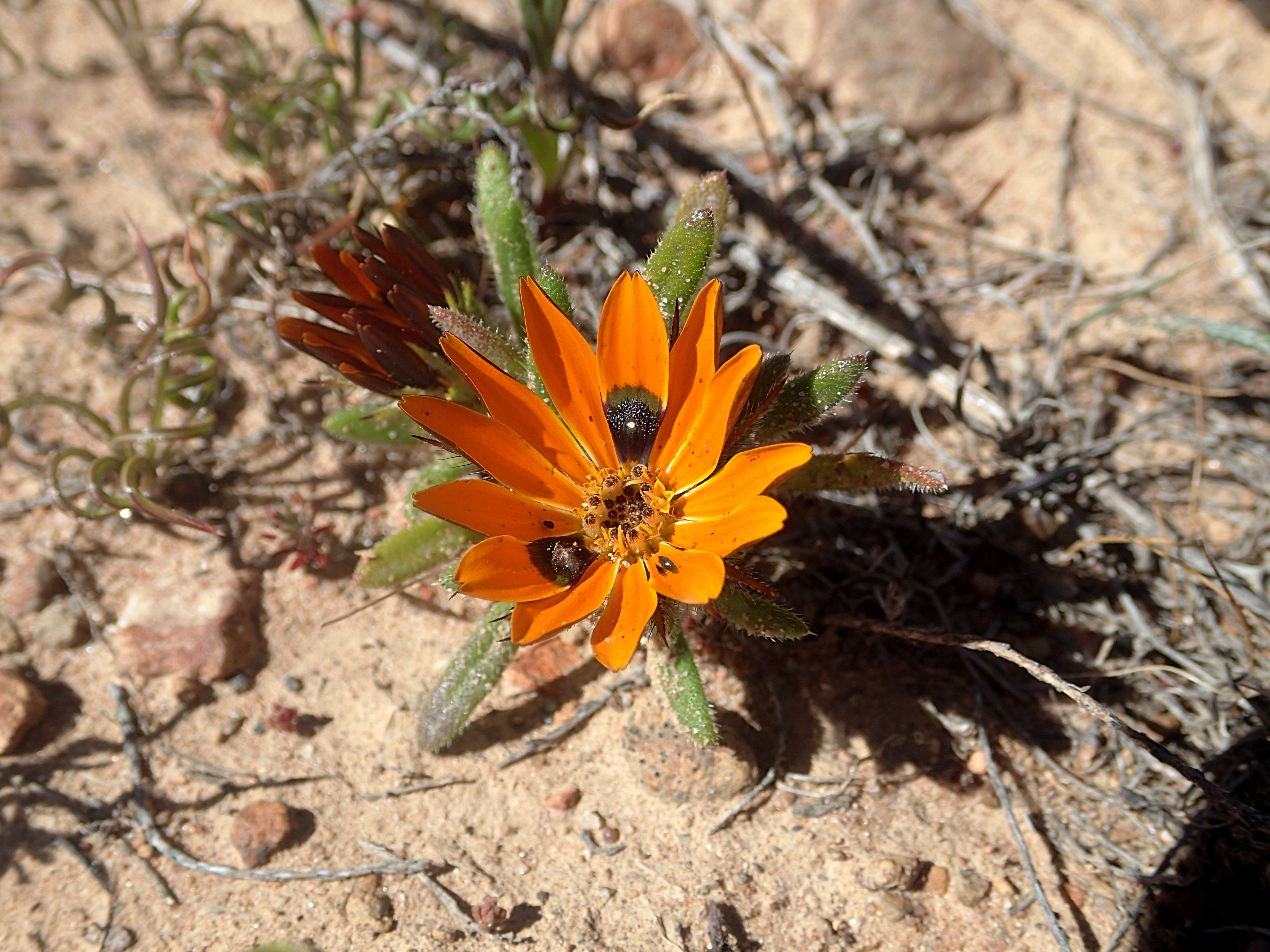
Les taches sombres sur les pétales de Gorteria diffusa (en) miment le corps de la mouche femelle Megapalpus capensis
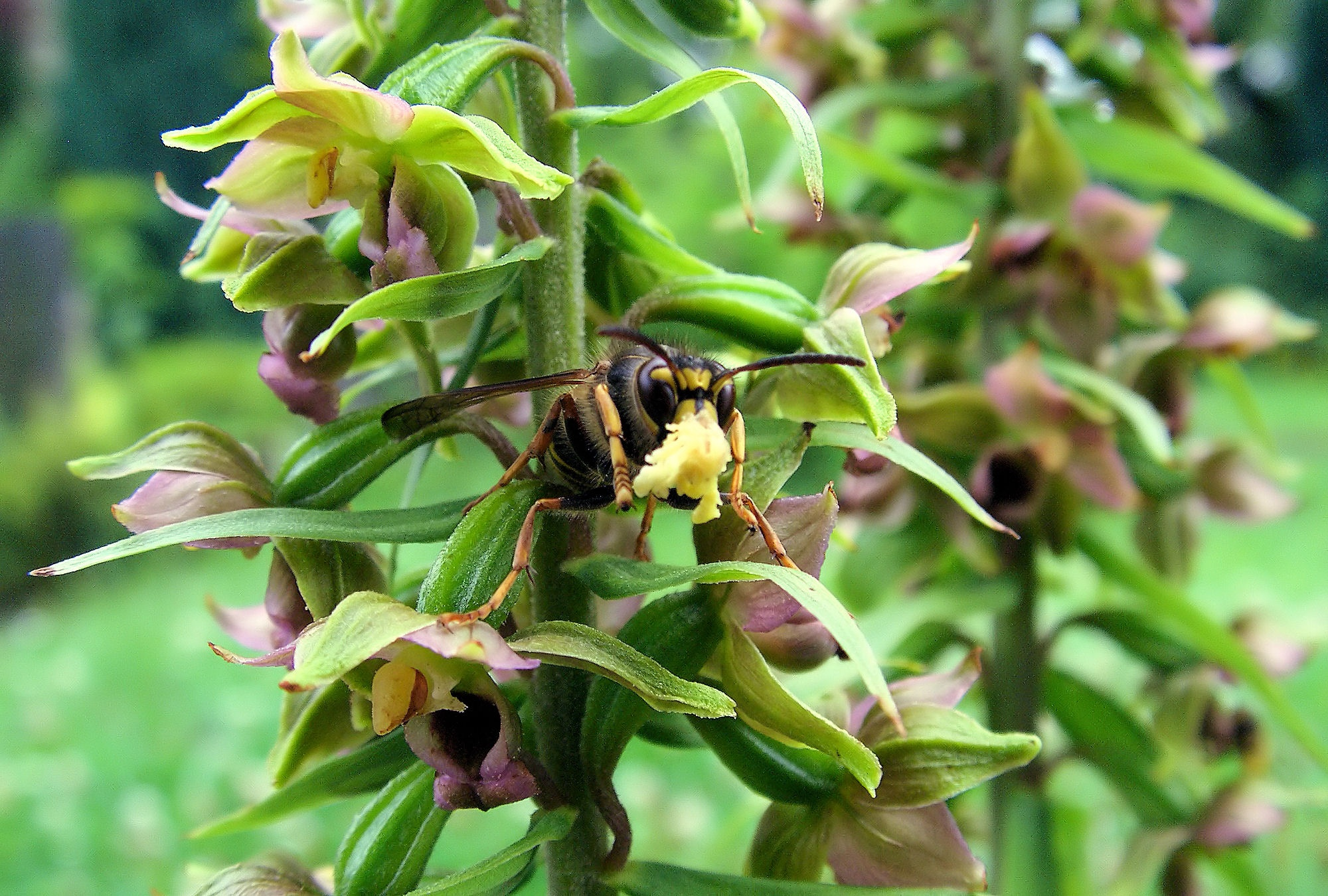
La duperie sexuelle dont a été victime cette guêpe est efficace au vu du nombre de pollinies fixées sur sa tête
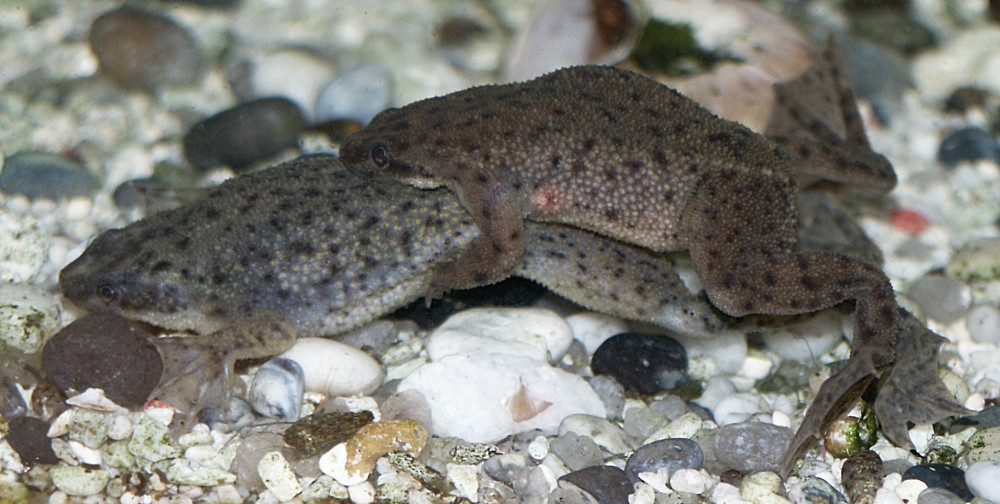
Amplexus chez l'amphibien Hymenochirus boettgeri